# Грб Руанде
Грб Руанде је званични хералдички симбол афричке државе Републике Руанде. Грб у садашњој верзији, је у употреби од 2001. године.

## Опис
Грб садржи боја нове државне заставе. На дну грба се налази текст „Република Руанда- уједињена, радна и патриотска“ који је написан Кињарванда језиком. У средини грба се налазе симболи племена који надвисују точак а около се налази зелени канап који је везан квадратним чвором.
Претходни грб који је датирао из шездесетих обојен у зелено, жуто и црвено представљајући мир; државна нада за будуће успехе и народ је промењен јер је асоцирао на руандански геноцид.